# Милано—Санремо 2021.
Милано—Санремо 2021. 112. је издање једнодневне бициклистичке трке, једне од монументалних класика — Милано—Санрема. Одржава се 20. марта 2021. године, у Италији, као шеста трка у UCI ворлд туру 2021. укупне дужине од 299 km.
За разлику од 2020. не вози се успон Турчино, док се возе успони Капо Мере, Капо Черва и Капо Берта, прије одлучујућих успона у финишу — Чипреса и Пођо. Бранилац титуле је Ваут ван Арт, који је 2020. освојио трке побједом над Жилијеном Алафилипом у спринту.
Највећи фаворити су Метју ван дер Пул, Ваут ван Арт и Жилијен Алафилип, док Филип Жилбер покушава да освоји пети монументални класик.

## Рута
Године 2020. трка је умјесто у марту одржана 8. августа, због пандемије ковида 19. Приобални градови нису хтјели да организују трку, због чега је рута морала да буде промијењена и задржала је само 40 km од уобичајене руте. Организатори трке — RCS Sport, најавили су да би нова рута могла да се задржи и 2021. али су касније потврдили да ће се трка возити по традиционалној рути.
Неће се возити успон Пасо дел Турчино, који је оштећен због одрона у октобру 2019, а предвиђа се да радови на поправци пута неће бити завршени до априла 2021. Умјесто њега, возиће се Коле ди Ђово, након чега се вози спуст до Ривијере и враћа се на традиционалну обалску руту на Виа Аурелији, на 112 km до циља. Првих 200 km вози се по равном, за шта је Ван дер Пул рекао да је прилично досадно и да возачи треба да се труде да не заспу. У последњих 60 km, вози се пет успона: Капо Мере, Капо Черва и Капо Берта, који нису вожени 2020, а завршавају се на 51 km до циља, након чега се возе најпознатији успони на трци, Чипреса на 21 km до циља, са просјечним нагибом од 9% и Пођо ди Санремо на 9 km до циља, укупне дужине 3,7 km, са просјечним нагибом од 8%. Након успона Пођо, вози се 5,5 km спуста и по равном до циља.
Иако је историјски био познат као спринтерски класик, 2008. је уврштен успон Ла Мани, како би подстакли агресивнију вожњу и побиједио је Фабијан Канчелара након соло напада. Године 2014, финиш трке је враћен на стару руту, а Чипреса и Пођо представљају мјеста са којих се возачи одлучују да нападну у покушају да дођу до побједе и да избјегну групни спринт.

## Тимови
На трци учествује 25 тимова, са по седам возача; 19 ворлд тур тимова има аутоматску позивницу, побједник про тура за претходну годину такође има аутоматску позивницу за све ворлд тур трке, а другопласирани из про тура има аутоматску позивницу за све једнодневне ворлд тур трке, док организатори трке — RCS Sport додјељује четири вајлд кард позивнице. По правилу из 2019. најбољи про тур тим у рангирању, има загарантовано учешће на свакој ворлд тур трци наредне сезоне; најбољи про тур тим у сезони 2020. био је Алпесин—феникс, који је, такође, завршио на 12 мјесту у свјетском поретку тимова. Другопласирани из про тура 2020. — Аркеа—самсик, такође има аутоматску позивницу за класике, док су четири вајлд кард позивнице добили Андрони ђокатоли—сидермек, Бардијани—ЦСФ—фајзане, Тотал директ енержи и Ново нордиск.
UCI ворлд тур тимови:
| - АГ2Р ситроен - Астана премијер тех - Бајк ексчејнџ - Бахрејн–викторијус - Бора–Ханзгро - Групама—ФДЈ - Декунинк—Квик-степ - ДСМ - ЕФ едукејшен—нипо - Израел старт ап нејшн | - Инеос Гренадирс - Бициклистички тим Интермарш—ванти—гобер материокс - Јумбо—визма - Кофидис - Кубека асос - Лото–Судал - Мовистар - Трек–Сегафредо - УАЕ тим Емирејтс |

UCI про тур тимови:
| - Алпесин—феникс - Андрони ђокатоли—сидермек - Аркеа—Самсик | - Бардијани—ЦСФ—фајзане - Ново нордиск - Тотал директ енержи |

## Фаворити
Највећи фаворити за побједу су Метју ван дер Пул, Ваут ван Арт и Жилијен Алафилип, за које су медији изјавили да су лига за себе и да би било велико изненађење да неко други побиједи. Ван дер Пул је први пут возио трку 2020, када је завршио на 13 мјесту. Ван Арт је освојио трку 2020, испред Алафилипа, који је освојио 2019. Њих тројица напали су на 35 km до циља на Ронде ван Фландерену 2020, након чега је Алафилип пао, а Ван дер Пул побиједио у спринту. На почетку 2021. Ван дер Пул је освојио Страде Бјанке испред Алафилипа, док је Ван Арт завршио на четвртом мјесту, 50 секунди иза. У нападу у последњем километру, достигао је убрзање од 1,362 вата, након чега је 15 секунди возио са 1,105 вати, а у остатку успона, који је одвезао за минут и 23 секунде, одржавао је просјек од 556 вати. Винченцо Нибали и Том Бонен били су одушевљени његовим убрзањем, а Бен Свифт је изјавио да је Ван дер Пул апсолутни фаворит за Милано—Санремо и да је сигуран да ће напасти на Пођу. На завршној припремној трци пред Милано—Санремо — Тирено—Адријатику, Ван дер Пул је остварио двије побједе, од чега другу након соло напада 52 km до циља. Ван Арт је такође остварио двије побједе, у групном спринту и на хронометру, док је Алафилип остварио једну побједу, у спринту против Ван дер Пула. Прије Милано—Санрема, Ван дер Пул и Ван Арт су возили заједно неку трку у оквиру ворлд тура само пет пута и увијек је побједник био један од њих двојице; Ван дер Пул је водио 3:2. Прије старта трке, Ван Арт је изјавио да трка долази у правом тренутку за њега, док је Ван дер Пул изјавио да је Ван Арт у предности јер је већ једном освојио трку, али да не осјећа притисак, а Алафилип је изјавио да су Ван дер Пул и Ван Арт „ултра фаворити“ за трку.
Поред Алафилипа, Декунинк—Квик-степ предводи и Сем Бенет, у случају да се трка заврши групним спринтом. Бенет је возио трку пет пута, али ниједном није прешао преко успона Чипреса и Пођо у водећој групи, али је изјавио да му је Милано—Санремо велики циљ за 2021, додавши да се трка и даље сматра спринтерским класиком, али да је он не види тако, јер у нападима на Пођу, возачи' иду јако брзо, док спринтери иду истом брзином као и по равном. Од спринтера, поред Бенета, највећи фаворити су Арно Демар и Кејлеб Јуан. Демар је освојио трку 2016, а изјавио је да су Ван дер Пул, Ван Арт и Алафилип највећи фаворити, али и да остали имају шансе. Јуан  је завршио на другом мјесту 2018. иза Нибалија који је освојио трку соло нападом, а поред тога неколико пута је завршио у тип 10. Од осталих спринтера, учествују Фернандо Гавирија, Паскал Акерман, Ђакомо Ницоло, Елија Вивијани, Александер Кристоф, Сони Колбрели и Насер Бухани.
Остали фаворити су Петер Саган, Мајкл Метјуз, Винченцо Нибали, Михал Квјатковски, Грег ван Авермат и Филип Жилбер. Саган је завршио на другом мјесту 2017. а сезону 2021. је почео касније због корона вируса, након чега није био конкурентан за етапну побједу на Тирено—Адријатику. Винченцо Нибали је освојио трку 2018, а последњу побједу остварио је на Тур де Франсу 2019; Метјуз је завршио на подијуму двапут, а на почетку сезоне 2021. носио је лидерску мајицу на Париз—Ници. Квјатковски је освојио трку 2017. када је у спринту побиједио Сагана и Алафилипа, након што су се одвојили од групе на успону Пођо, док је завршио на трећем мјесту 2019. А осим Квјатковског, Инеос Гренадирс предводе још Бен Свифт, Том Пидкок и Филипо Гана. Најбољи резултат Ван Авермата је пето мјесто 2016, а док му је најбољи резултат на класицима 2021. прије Милано—Санрема, осмо мјесто на [[Курне—Брисњл—Курне трци, а нови тим — АГ2Р ситроен, предводи заједно са Оливером Насеном, који је трку завршио на другом мјесту 2019. Филип Жилбер је освојио четири монументална класика и покушава да постане четврти возач у историји, након Едија Меркса, Рика ван Лоја и Рогера де Фламинка који ће освојити свих пет монументалних класика.ref>Cossins, Peter (18. 3. 2021). „Gilbert returns to form for elusive Milan-San Remo success”. cyclingnews.com. Приступљено 18. 3. 2021.</ref> Најбољи резултат на Милано—Санрему му је треће мјесто 2008. и 2011, а прије издања 2021. возио је трку 15 пута.
Од осталих возача, очекује се могу да изненаде Максимилијан Шахман, Серен Краг Андерсон, Квин Симонс и Тим Веленс.